# Mauretanische Botschaft in Berlin

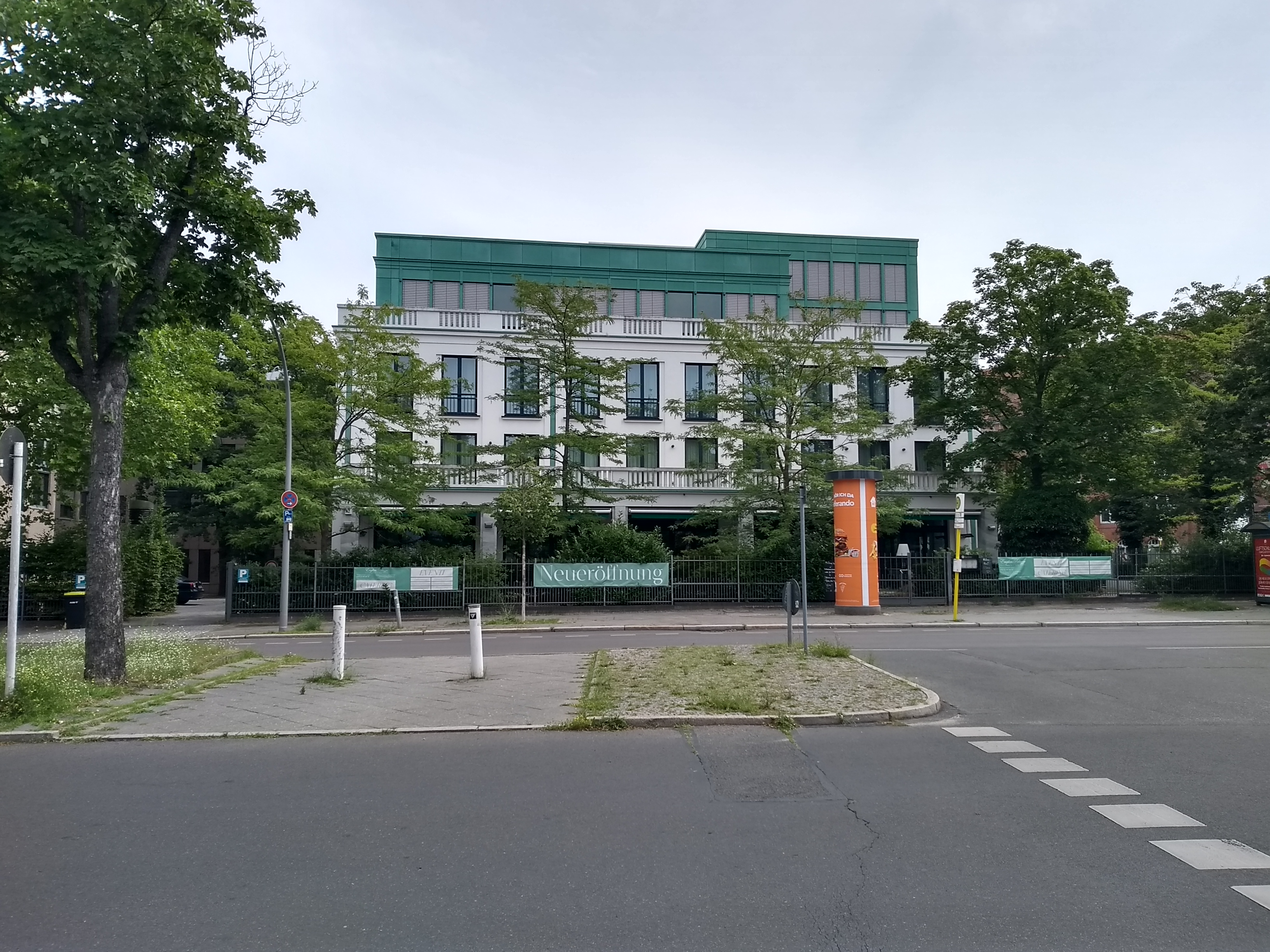
Gebäude Englerallee 42

Die mauretanische Botschaft in Berlin ist die diplomatische Vertretung der Islamischen Republik Mauretanien in Deutschland. Sie hat ihren Sitz in der Englerallee 42 im Ortsteil Steglitz des Bezirks Steglitz-Zehlendorf.
Botschafter ist seit dem 23. Oktober 2023 Boubacar Kane.
Mauretanien unterhält keine Konsulate in Deutschland.

## Geschichte der diplomatischen Beziehungen
Die ehemalige französische Kolonie Mauretanien wurde am 28. November 1960 unabhängig.
Am 8. August 1963 nahmen Mauretanien und die Bundesrepublik Deutschland diplomatische Beziehungen auf. Die Botschaft befand sich in der Bonner Straße 48 in  Bonn-Bad Godesberg. Aufgrund des Umzugs der deutschen Regierung nach Berlin zog die Botschaft Mauretaniens im Jahr 2001 gemeinsam mit den Vertretungen Aserbaidschans, Sambias und  Simbabwes in das ehemalige Verlagshaus des DDR-Schulbuchverlags Volk und Wissen in der Axel-Springer-Straße 54a im Ortsteil Mitte des gleichnamigen Bezirks. Jetzt (Stand: 2023) befindet sie sich in der Englerallee 42 in Berlin-Steglitz.
Seit dem 22. Januar 1973 bestanden diplomatische Beziehungen zwischen Mauretanien und der DDR. Sie endeten mit der deutschen Wiedervereinigung im Jahr 1990. Der Botschafter Mauretaniens in Moskau war in der DDR zweitakkreditiert.

## Botschafter
- 2010, 7. September: Moussa Diagana[7]
- 2014, 3. Juli: Mohamed Mahmoud Ould Brahim Khlil[8]
- 2023, 23. Oktober: Boubacar Kane[9]

## Gebäude
Die Botschaft befindet sich im Englerpalais, einem Wohn- und Geschäftshaus in der Englerallee 42 in Berlin-Steglitz.